# Condado de Hillsborough (Flórida)
O condado de Hillsborough (em inglês:  Hillsborough County) é um dos 67 condados do estado americano da Flórida. A sede e cidade mais populosa do condado é Tampa. Foi fundado em 1834.
Com mais de 1,4 milhão de habitantes, de acordo com o censo nacional de 2020, é o quarto condado mais populoso do estado e o 28º mais populoso do país. É o quinto condado mais densamente povoado do estado.

## Geografia
De acordo com o Departamento do Censo dos Estados Unidos, o condado possui uma área de 3 449,7 km², dos quais 2 646,7 km² estão cobertos por terra e 803 km² (23,3%) por água.

## Demografia
Desde 1900, o crescimento populacional médio do condado, a cada dez anos, é de 38,8%.

### Censo 2020
Segundo o censo nacional de 2020, o condado possui uma população de 1 459 762 habitantes e uma densidade populacional de 551,5 hab/km². Seu crescimento populacional na última década foi de 18,8%, acima da média estadual de 14,6%. É o quarto condado mais populoso da Flórida e o 28º mais populoso dos Estados Unidos. É o quinto condado mais densamente povoado do estado.
Possui 602 886 residências que resulta em uma densidade de 227,8 residências/km² e um aumento de 12,5% em relação ao censo anterior. Deste total, 7,1% das unidades habitacionais estão desocupadas. A média de ocupação é de 2,4 pessoas por residência.

### Censo 2010
Segundo o censo nacional de 2010, o condado possui uma população de 1 229 226 habitantes e uma densidade populacional de 465 hab/km². Possui 536 092 residências que resulta em uma densidade de 203 residências/km².
Das três localidades incorporadas no condado, Tampa é a mais populosa, com 335 709 habitantes, o que representa 27% da população total, enquanto Temple Terrace é a mais densamente povoada, com 1 383 hab/km², ainda que seja a menos populosa, com 24 541 habitantes. De 2000 para 2010, a população de Temple Terrace cresceu 17%. Apenas uma localidade possui população superior a 100 mil habitantes.